# Histoire de Carthagène des Indes
L'histoire de Carthagène des Indes inventorie, étudie et interprète l'ensemble des événements du passé liés à cette ville.

## Époque coloniale

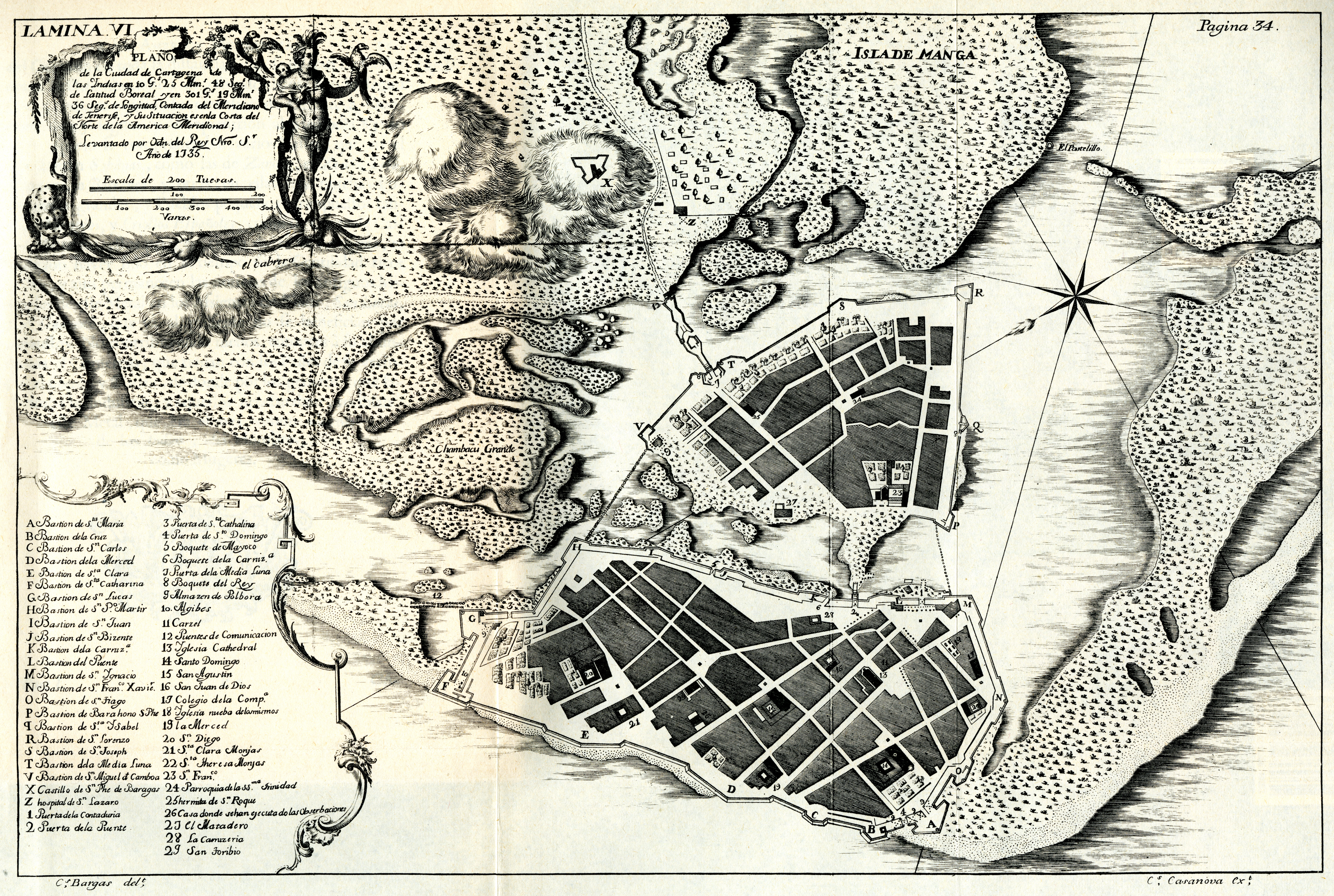
Carte de Carthagène des Indes (1735).

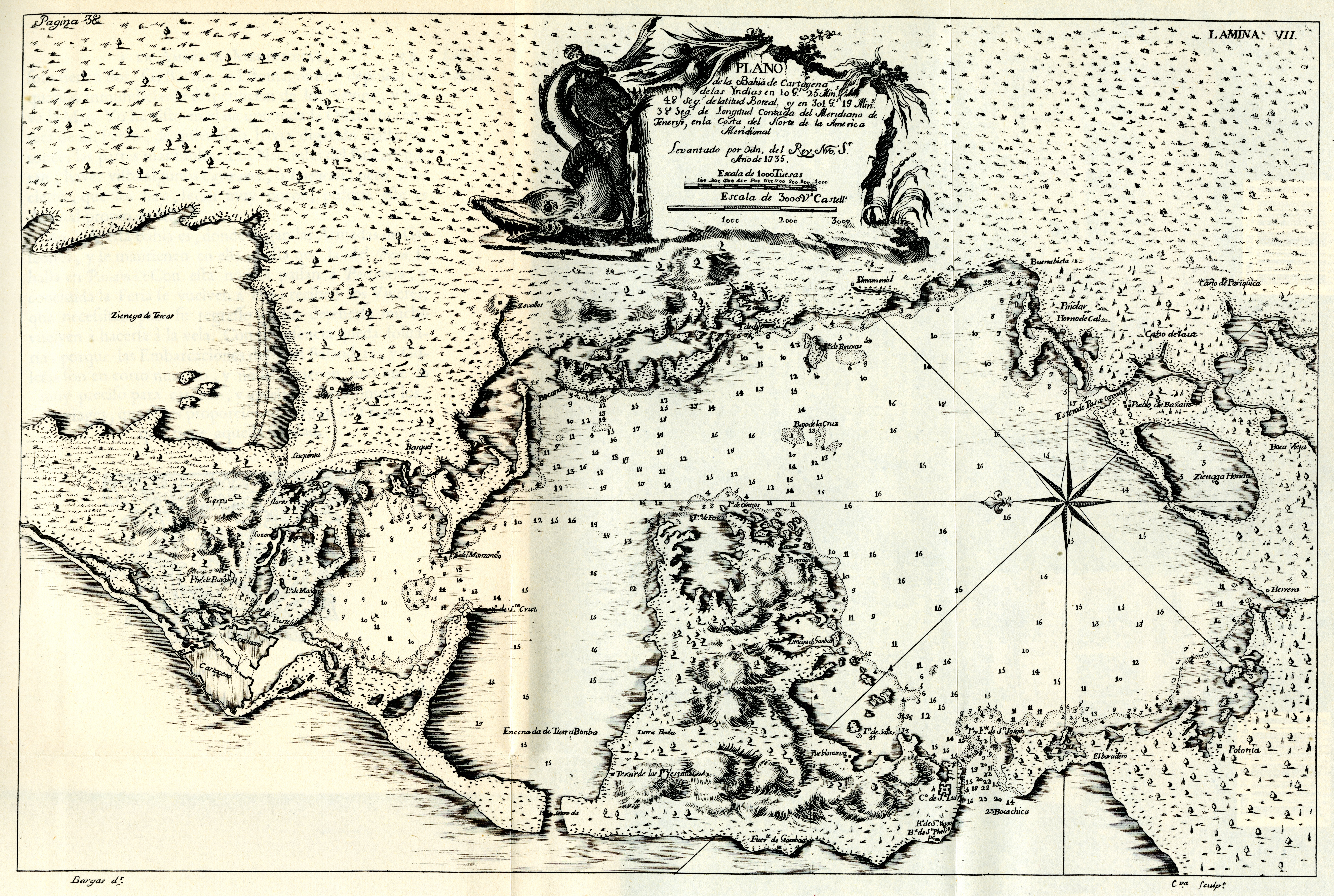
Plan de la baie de Carthagène des Indes (1735).

Une première reconnaissance de la baie de Carthagène des Indes est effectuée par Rodrigo de Bastidas, un ancien compagnon de Colomb. Parti d'Espagne en 1501 en association avec Juan de la Cosa, il emmène avec lui Vasco Núñez de Balboa, futur « découvreur » de l'océan Pacifique. 
En 1533, Pedro de Heredia, un des anciens gouvernants de Santa Marta, fonde Carthagène des Indes à l'ouest de l'embouchure du río Magdalena, avec notamment Francisco César. En peu de temps, dans la région du río Sinú, de nombreuses tombes de caciques sont découvertes. Signalées par des tumuli, elles se révèlent être riches en or, ce qui attire nombre de conquérants.
La ville devient, à partir de 1550, un grand port de l'Empire colonial espagnol, port d'attache de la flotte des Indes, par la suite elle est aussi le port d'attache de l'Armadille chargée de faire respecter le monopole de l'empire sur le commerce des Indes occidentales espagnoles sur la mer des Caraïbes et un arsenal.
Par sa situation géographique, elle est une étape privilégiée entre la métropole, Saint-Domingue, le Mexique et le Pérou et un port d'entrée conduisant aux Andes. Elle devient un important port négrier, le seul d'Amérique avec Veracruz au Mexique jusqu'en 1615.
De par la richesse qui découle de sa position, la ville attire donc toutes les convoitises, tant celles des pouvoirs coloniaux que celles des pirates. Elle fut plusieurs fois attaquée par les corsaires français et anglais tels que, en 1543, le Français Robert Boal, et l'Anglais Francis Drake, en 1586. Entre 1653 et 1659 un seul convoi parvient à Carthagène des Indes. 
En 1697 a lieu l'expédition de Carthagène, une attaque de la marine française, commandée par le chef d'escadre Jean-Bernard de Pointis, du port caribéen qui est pris et pillé pour un butin estimé entre 10 et 20 millions de livres,. Cette expédition est ordonnée par le roi de France Louis XIV. Ce souverain recherche un succès sur les mers afin de pouvoir signer le traité de Ryswick (qui mettra un terme à la guerre de la Ligue d'Augsbourg) en position de force. Il obtient ainsi de l'Espagne la partie ouest de l'île de Saint-Domingue qui devient colonie française.
Le 1er décembre 1739, dans le cadre de la guerre de l'oreille de Jenkins qui oppose l'Espagne à l'Angleterre, le vice-amiral Edward Vernon détruit le port de Porto Bello, dans l'actuel Panama. Ce succès lui permet de réunir une puissante flotte qui entre mars et mai 1741 fait le siège de Carthagène des Indes. Ce dernier se solde par une défaite majeure et de lourdes pertes pour les Britanniques : 50 navires perdus, gravement endommagés ou abandonnés et des pertes humaines considérables, avec la mort de 18 000 soldats et marins en partie due à la maladie, notamment la fièvre jaune.

## Époque de l'indépendance
À la suite de l'invasion française de l'Espagne, Carthagène des Indes vit naître les premiers mouvements d'insurrection néo-grenadins qui menèrent à l'indépendance de la Colombie.
Après les exemples donnés par Caracas, où le capitaine général est déposé le 19 avril 1810, et Buenos Aires le 25 mai, la première junte néo-grenadine est établie à Carthagène des Indes le 14 juin 1810. Toutefois, il n'est en réalité nullement question d'indépendance à ce stade et la loyauté des différentes juntes à l'égard de Ferdinand est exemplaire, même si l'aspiration à l’auto-gouvernement est ancienne. Mais la question de la représentation reste une question délicate entre l'Amérique et la péninsule tout au long des années 1810 et 1811. Les Américains demandent toujours le même traitement que les péninsulaires dans la représentation à la Junte Centrale de Séville. Ces demandes, finalement discutées en février 1811, sont rejetées par les Espagnols, qui ne comprennent pas l'insistance des Américains à vouloir être traités en égaux et estiment avoir affaire à des rebelles. Cette incompréhension, que les Américains prennent pour du mépris, les pousse peu à peu à se radicaliser et, pour la première fois, à rejeter complètement l'autorité espagnole et à revendiquer l'indépendance.

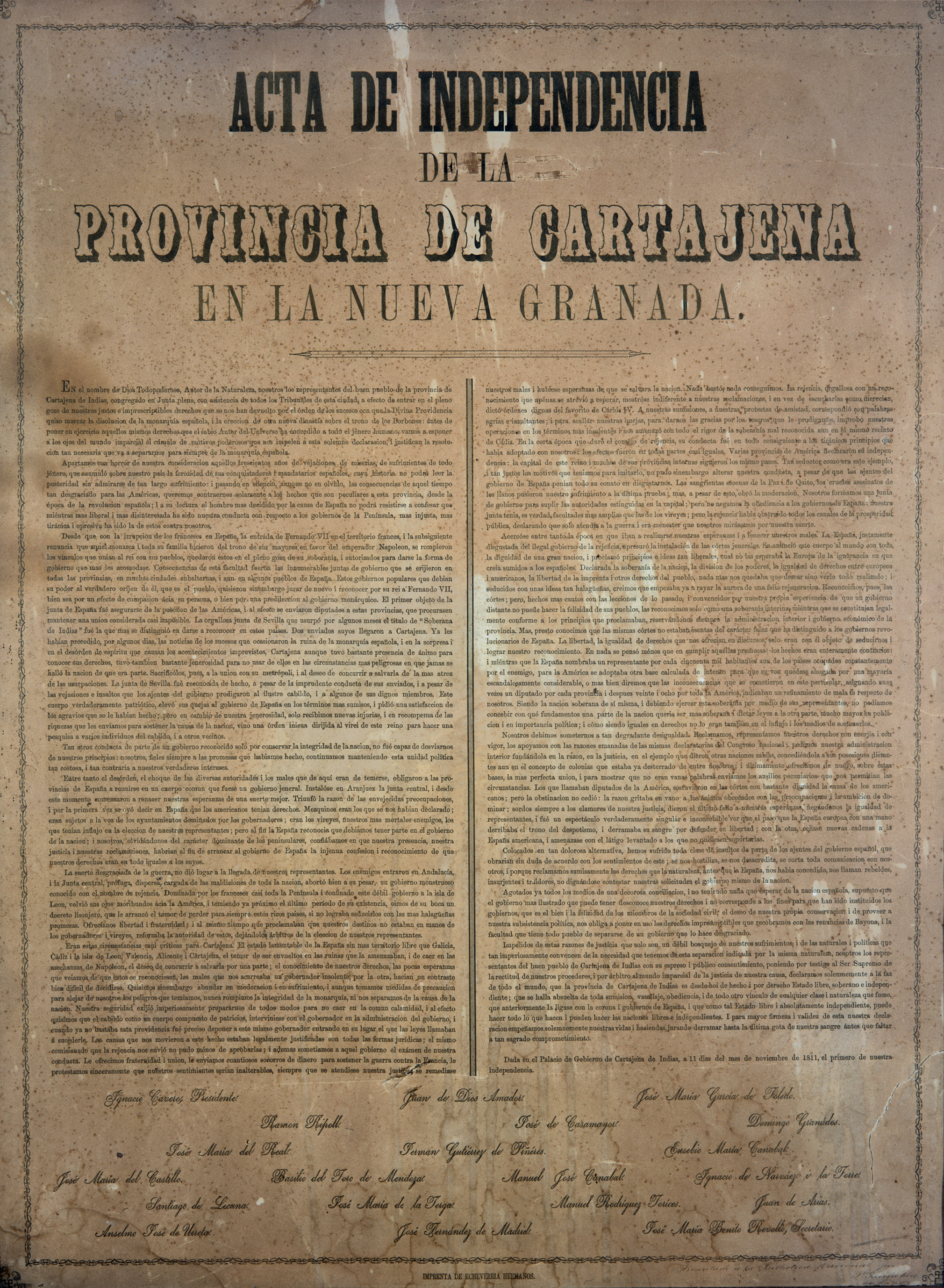
Acte d'indépendance de la province de Carthagène, 11 novembre 1811.

À Carthagène des Indes l'indépendance de la province est déclarée le 11 novembre 1811. D'autres proclamations se produisent dans tout le pays et aboutissent à l'indépendance de la plupart des provinces de Nouvelle-Grenade. Un Congrès des Provinces-Unies se réunit le 27 novembre 1811 à Tunja et adopte l'Acta de la Federación de las Provincias Unidas de Nueva Granada, constituant les Provinces-Unies de Nouvelle-Grenade, un nouvel État d'idéologie fédérale dont la province de Carthagène fait partie.
Entre le 23 décembre 1812 et le 10 janvier 1813, le jeune Vénézuélien Simón Bolívar, qui s'est mis au service de l'armée de patriotes de Carthagène des Indes après la chute des Provinces-Unies du Venezuela, libère les villes situées sur le cours du río Magdalena lors de la campagne du Magdalena. Cette campagne militaire victorieuse permet la jonction entre les patriotes de Carthagène et ceux du centre du pays et pousse Bolívar à entreprendre une campagne pour libérer le Venezuela.
Pendant ce temps, une guerre civile éclate en Nouvelle-Grenade entre les Provinces-Unies de Nouvelle-Grenade et l'État libre de Cundinamarca, dirigé par Antonio Nariño, qui prône le centralisme et refuse d'intégrer la fédération. La guerre entre fédéralistes et centralistes se termine le 30 mai 1813, après un dialogue entre Cundinamarca et les Provinces-Unies, chacune représentée par deux délégués. Ceux-ci s'accordent sur la volonté d'indépendance et l'union de leurs forces contre l'ennemi commun, l'Espagne. Une expédition, commandée par Nariño, est envoyée vers les provinces royalistes du sud, mais se solde par un désastre : l'armée patriote est anéantie lors de la bataille de la Cuchilla del Tambo tandis que Nariño est capturé et rapidement envoyé en prison en Espagne,.
Le 12 décembre 1814, Simón Bolívar, revenu en Nouvelle-Grenade après l'échec de la Deuxième République du Venezuela, entre dans Santafé de Bogota et force Cundinamarca à intégrer les Provinces-Unies. Le compromis trouvé est que le Cundinamarca s'engage à rejoindre la fédération en échange du déplacement du siège du Congrès des Provinces-Unies de Tunja vers Bogota, qui redevient ainsi la capitale du pays.
Après la prise de Santa Fe, Bolívar se dirige vers la côte Atlantique où il doit recevoir des armes et des fournitures de Carthagène des Indes pour prendre Santa Marta puis libérer le Venezuela. Toutefois, le gouvernement carthaginois refuse de le soutenir et Bolívar assiège la ville pendant un mois et demi. Informé de l'arrivée de Pablo Morillo au Venezuela et attaqué par les royalistes à Santa Marta, Bolívar renonce et s'embarque le 9 mai 1815 pour la Jamaïque, tandis que le reste de son armée se défend du siège de Morillo, qui commence le 26 août 1815 et initie la Reconquista. 
Après plus de trois mois de siège, la ville retombe finalement aux mains des royalistes le 6 décembre 1815. Commence alors une campagne de répression orchestrée par Juan de Sámano (futur vice-roi de Nouvelle-Grenade) durant laquelle de nombreux patriotes sont exécutés pour trahison.
En 1819, à la suite de la victoire décisive de la bataille de Boyacá qui ouvre la route de Bogota aux patriotes venus du Venezuela et assure la libération du pays, Simón Bolívar charge le général vénézuélien Mariano Montilla d'attaquer les royalistes qui occupent encore les ports de la mer des Caraïbes. À partir du 10 août 1819 se déroule une campagne fluviale et navale qui libère un à un les ports caribéens et se termine par l'entrée des troupes indépendantistes à Carthagène le 10 octobre 1821.